# Domingos Soares Ferreira Penna

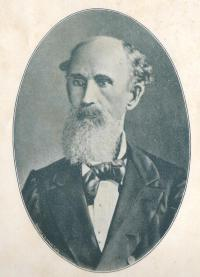
Foto del naturalista Domingos Soares Ferreira Penna.

Domingos Soares Ferreira Penna (1818-1888) fue un naturalista brasileño, fundador del Museu Paraense Emílio Goeldi, en Belém (Brasil)

## Biografía
Ferreira Penna nació en Mariana (Minas Gerais), el 6 de junio de 1918, llegando a establecerse en Belém do Pará. Investigador de grandes áreas de la Amazonia, fue estimulado por el naturalista suizo Louis Agassiz para lograr el establecimiento de la "Sociedade Filomática" (Sociedad de la Philomathic), lo que llevaría al Museo de Pará (ahora Museo Goeldi) en 1871, que se convirtió en su primer director.
En 1870, descubrió una de las unidades más importantes de los fósiles del Terciario en Brasil: la formación de Pirabas.
En 1882, colaboró con Ladislao Netto en la organización de la Exposición Brasileña de Antropología, teniendo en excursiones científicas a los sitios arqueológicos de Marajó y a las comunidades indígenas en la provincia.
Ha publicado las siguientes obras:
- La isla de Marajó. (1876)
- Notas sobre el ceramios de Pará (1877)
- Indios Marajó. (1885)

Murió en Belém, el 6 de enero de 1888.